# گرنت (میشیگان)
گرنت، میشیگان (به انگلیسی: Grant, Michigan) یک شهر در ایالات متحده آمریکا با جمعیت ۸۹۴ نفر است که در میشیگان واقع شده‌است.

## موقعیت جغرافیایی
موقعیت جغرافیایی شهرها و مناطق اطراف به شرح زیر است: